# Lunel
Lunel (okcitansko Lunèl) je mesto in občina v južnem francoskem departmaju Hérault regije Languedoc-Roussillon. Leta 2009 je mesto imelo 24.923 prebivalcev.

## Geografija
Mesto leži v pokrajini Languedoc ob reki Vidourle, 21 km vzhodno od Montpelliera. Lunel je vmesna točka na romarski poti Via Tolosane v Santiago de Compostelo, z začetkom v Arlesu.

## Uprava
Lunel je sedež istoimenskega kantona, v katerega so poleg njegove vkljčene še občine Boisseron, Lunel-Viel, Marsillargues, Saint-Christol, Saint-Just, Saint-Nazaire-de-Pézan, Saint-Sériès, Saturargues, Saussines, Valergues, Vérargues in Villetelle s 44.692 prebivalci.
Kanton Lunel je sestavni del okrožja Montpellier.

## Zanimivosti
- cerkev Notre-Dame du Lac;